# Stor broskört
Stor broskört (Polycnemum majus) är en amarantväxtart som beskrevs av Alexander Karl Heinrich Braun. Enligt Catalogue of Life ingår Stor broskört i släktet broskörter och familjen amarantväxter, men enligt Dyntaxa är tillhörigheten istället släktet broskörter och familjen amarantväxter. Arten förekommer tillfälligt i Sverige, men reproducerar sig inte. Inga underarter finns listade i Catalogue of Life.